# Listă de filme sovietice din 1971
- Filme sovietice din: 1970 — 1971 — 1972

Aceasta este o listă de filme produse în Uniunea Sovietică în 1971.
| Titlu                                            | Titlu original                                | Regizor                               | Distribuție | Gen      | Note                           |
| ------------------------------------------------ | --------------------------------------------- | ------------------------------------- | ----------- | -------- | ------------------------------ |
| 1971                                             |                                               |                                       |             |          |                                |
| Pasărea albă cu o pată neagră                    | Белая птица с чёрной отметиной                | Iuri Illienko                         |             |          | Won the Golden Prize at Moscow |
| The Battle of Kerzhenets                         | Сеча при Керженце                             | Yuriy Norshteyn and Ivan Ivanov-Vano  |             | animație |                                |
| Bumbarash                                        | Бумбараш                                      | Abram Naroditsky and Nikolai Rasheyev |             |          |                                |
| Dauria                                           | Даурия                                        | Viktor Tregubovich                    |             |          |                                |
| Gentlemen of Fortune                             | Джентльмены удачи                             | Aleksandr Seryj                       |             |          |                                |
| King Lear                                        | Король Лир                                    | Grigori Kozintsev                     |             |          |                                |
| Ofițeri                                          | Офицеры                                       | Vladimir Rogovoy                      |             |          |                                |
| Stariki-razboyniki                               | Старики-разбойники                            | Eldar Ryazanov                        |             |          |                                |
| Treasure Island                                  | Остров сокровищ                               | Yevgeni Fridman                       |             |          |                                |
| Trial on the Road                                | Проверка на дорогах                           | Aleksei German                        |             |          |                                |
| Eliberare: The Direction of the Main Blow        | Освобождение: Направление главного удара      | Iuri Ozerov                           |             |          |                                |
| Eliberare: The Battle of Berlin/The Last Assault | Освобождение:Битва за Берлин, Последний штурм | Iuri Ozerov                           |             |          |                                |

## Legături externe
- Filme sovietice din 1971 la Internet Movie Database